# Ostdorf
Ostdorf ist ein Stadtteil von Balingen im Zollernalbkreis in Baden-Württemberg. Bis 1971 war es eine selbständige Gemeinde.

## Geographie

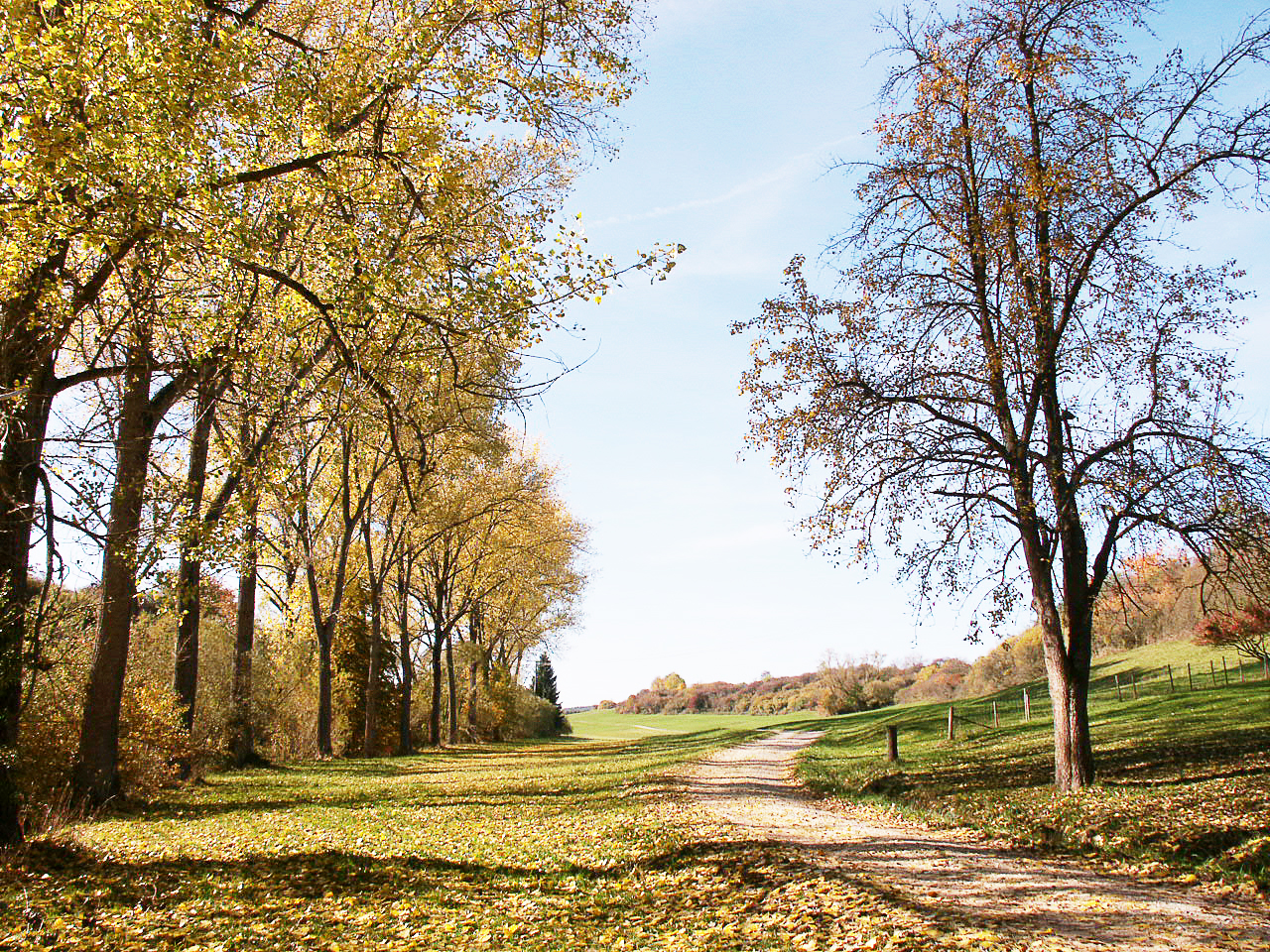
Ostdorfer Landschaftsblick

### Geographische Lage
Ostdorf liegt nordwestlich von Balingen über dem Tal der Eyach, einem rechten Nebenfluss des Neckars, auf einer Hochfläche. Diese wird rundum durch kleine Bachläufe eingeschnitten.
Der nächstgelegene hohe Punkt ist der Warren, 606 m ü. NN. Beherrschender Blickfang ist der Berg Hohenzollern mit der Burg Hohenzollern. Ostdorf bietet außerdem einen guten Blick auf die Zollernalb im Osten hinter Balingen.
Das Gebiet ist mit Nadelwald bewachsen. Typische unbewirtschaftete Flächen sind die Wacholderheide-Hänge mit Steinriegeln.

### Geologie
Zum Teil freistehender Muschelkalk mit gutem, lehmigen Boden. Die landwirtschaftlich genutzten Böden der Markung werden zu den besten Böden des Altkreises Balingen gerechnet.

### Nachbargemeinden
Die Gemeinden sind im Uhrzeigersinn von Norden her aufgeführt und gehören zum Zollernalbkreis:
Owingen (Stadtteil von Haigerloch), Engstlatt, Balingen, Geislingen.

## Geschichte
Die erste Ansiedlung wurde vermutlich im 7. oder 8. Jahrhundert gegründet. Erstmals urkundlich erwähnt wurde Ostdorf im Jahr 1200. Ein Albert von Ostdorf verkaufte ein Lehen des Ortes an das Kloster Salem. Bis zum Jahre 1287 gehörte das Dorf den Herzögen von Teck. Nach mehreren Verpfändungen kam es 1317 schließlich an die Grafen von Württemberg unter Eberhard I., erstmals wird ein Amtmann erwähnt. Damit ist Ostdorf Balingens älteste württembergische Gemeinde. Schon im ausgehenden Mittelalter herrschte bäuerlicher Wohlstand. Erst ab 1949 kam es in bescheidenem Maße zur Ansiedlung von Industrie. 1971 erfolgte die Eingliederung in die Stadt Balingen. Ostdorf ist die heute noch am meisten von der Landwirtschaft geprägte Teilgemeinde Balingens.

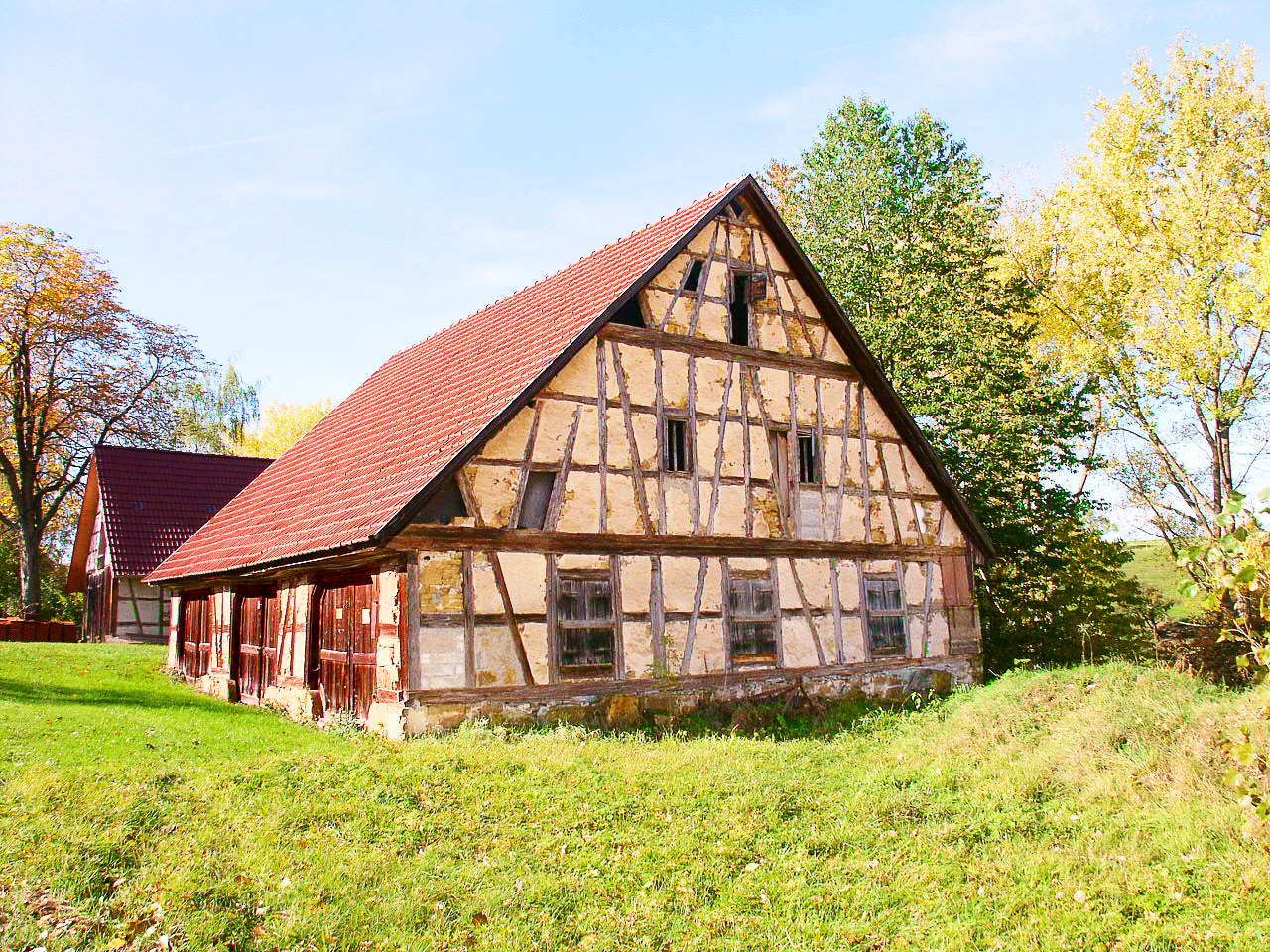
Ostdorfer Landwirtschaftsschuppen

Ab 1403 gehörte Ostdorf zum neu gebildeten Amt Balingen, aus dem später das Oberamt Balingen hervorging, 1456 wurde erstmals ein Ortsgericht erwähnt. Eine Bevölkerungszählung 1525 ergab für Ostdorf etwa 500 Einwohner in 63 Häusern. 48 Bauern zogen davon mit in den Bauernkrieg. Ende des 16. Jahrhunderts wütete die Pest in der Gegend. Von 662 Einwohnern fielen 1592 in Ostdorf 225 dieser Krankheit zum Opfer. 1610 wurde erstmals ein Schulmeister in Ostdorf erwähnt. Sechs Jahre später wurde die durch einen Sturm zerstörte herzogliche Zehntscheuer neu errichtet. Ab 1690 verfügte Ostdorf über ein eigenes Rathaus.
Zehn Jahre nach der Errichtung des Königreichs Württemberg und der bedrückenden Zeit der Koalitionskriege kam es 1816 aufgrund ungünstiger Witterung und Missernten zu einer großen Hungersnot. Man sprach vom Jahr ohne Sommer.
1827 wurde das Schulhaus gegenüber der Kirche eingeweiht, 1832 die Kirche erweitert.
Nach erneuten Missernten wanderten 1852 etwa 200 Einwohner nach Nordamerika aus. Die Gemeinde richtete für Mädchen und Frauen als Verdienstmöglichkeit eine Nähschule ein. 1875 wurde der Schulhausneubau, der nach 1960 als Rathaus genutzt wurde, eingeweiht. 1911 erhielt Ostdorf Anschluss an das Strom- und Wassernetz. 1922 wurden die neue Schule und die Festhalle gebaut. 1951 kam es zur Aufhebung der 59 Hektar großen Allmand, ein Schwimmbad wurde eingerichtet.
Am 1. Juli 1971 wurde Ostdorf in die Stadt Balingen eingegliedert. und wurde zum Stadtteil mit einem Ortschaftsrat. 1990 brannte die Zehntscheuer von 1616 ab und wurde wieder aufgebaut.

### Einwohnerentwicklung
| Jahr | Einwohner |
| ---- | --------- |
| 1525 | 500       |
| 1592 | 438       |
| 1794 | 809       |
| 1820 | 975       |
| 1875 | 992       |
| 1900 | 945       |
| 1959 | 1098      |
| 1961 | 1109      |
| 1970 | 1235      |
| 1992 | 1516      |
| 2005 | 1599      |

## Religion
Seit der Reformation überwiegen evangelische Christen. Ostdorf gehört seit 1547 zum Dekanat Balingen. Kirchenpatron ist St. Medardus, als Wetterheiliger typisch für die Bauerngemeinde. Der Kirchturm existiert seit 1843 in achteckiger Form mit einem kupfernen Helm seit 1861. Die Gemeinde unterhielt viele Jahrzehnte eine Gemeindeschwester (Diakonisse) für die Krankenpflege. Sie hatte im Beck’schen Hof ihre Wohnung. Heute besteht die Pfarrstelle bzw. die Kirchengemeinde aus rund 1800 evangelischen Kirchenmitgliedern in Ostdorf und Geislingen. Der Kirchengemeinderat besteht aus sieben gewählten Mitgliedern sowie zwei Mitgliedern kraft Amtes (Pfarrer und Kirchenpfleger). Seit mehr als 100 Jahren ist auch die Altpietistische Gemeinschaft (heute: Apis – evangelischer Gemeinschaftsverband Württemberg) fester Bestandteil des religiösen Lebens in Ostdorf.
Erst nach 1945 gab es durch den Zuzug von Heimatvertriebenen vermehrt Katholiken im Ort.

## Name
Ein weit verbreiteter Irrglaube ist, der Name Ostdorf rühre daher, dass es im Osten von Balingen liege. Das ist aber schon deshalb falsch, da das Dorf nördlich von Balingen liegt. In Wirklichkeit kommt der Name von „Austdorf“.

## Politik

### Ortsvorsteher
Ortsvorsteher Helmut Haug ist Leiter der Ortschaftsverwaltung Ostdorf und Vorsitzender des Ortschaftsrates.

### Wappen
Blasonierung: Unter goldenem Schildhaupt, darin eine liegende schwarze Hirschstange (Württemberger Gehörn), goldener Pflug nach links gerichtet auf schwarzem Grund. Das Wappen ist seit 1950 im amtlichen Gebrauch. Zu diesem Wappen ist auch der folgende Spruch verbreitet: „Das schönste Wappen auf der Welt ist der Pflug im Ackerfeld.“

## Verkehr
Über die Kreisstraße hat Ostdorf eine gute Anbindung an die Bundesautobahn 81 (Anschlussstelle Empfingen).
Der Öffentliche Nahverkehr wird durch den Verkehrsverbund Neckar-Alb-Donau (NALDO) gewährleistet. Die Gemeinde befindet sich in der Wabe 331.

## Bauwerke
Siehe auch: Liste der Kulturdenkmale in Ostdorf
- Evangelische Medarduskirche, gotischer Bau mit Langhaus von 1832

## Medien
Die wichtigsten lokalen Zeitungen sind der Zollern-Alb-Kurier und der Schwarzwälder Bote.
Bis 1960 hatte die Gemeinde noch einen Schellschütt (Amtsboten mit Ausruf).

### Öffentliche Einrichtungen
Das Bauernmuseum Ostdorf zeigt landwirtschaftliches Gerät sowie bäuerliches Stuben- und Schlafkammermobiliar. Es wurde 1981 in der ehemaligen Dorfschule eingerichtet. Eine weitere Einrichtung ist der evangelische Kindergarten auf der Dorfwiese mit drei Gruppen.

## Persönlichkeiten
- Adam Friedrich Koch (1763–1835), Pädagoge, Burgenforscher und  Schriftsteller, geboren in Ostdorf
- Franz Joseph Valentin Dominik Maurer (1795–1874), Alttestamentler, Hebraist und Geistlicher, Pfarrer in Ostdorf
- Martin Haug (1827–1876), Orientalist, geboren in Ostdorf
- Otto Jung (1867–1935), Landschafts- und Porträtmaler, geboren in Ostdorf
- Hermann List (1904–1987), Journalist und Schriftsteller.